# Ptilodexia simplex
Ptilodexia simplex là một loài ruồi trong họ Tachinidae.